# Sacrifice (canção de The Weeknd)
"Sacrifice" é uma canção do cantor canadense The Weeknd, gravada para seu quinto álbum de estúdio, Dawn FM (2022). Foi escrita e produzida pelo The Weeknd, Max Martin, Oscar Holter, Carl Nordström, Kevin Duane Mccord, e o trio Swedish House Mafia. Foi lançada em 7 de janeiro de 2022 como segundo single do álbum. A canção será enviada para rádios mainstream dos Estados Unidos em 11 de janeiro de 2022, através da XO e Republic Records.

## Antecedentes e lançamento
The Weeknd incluiu um trecho da faixa no final do videoclipe do primeiro single de Dawn FM, "Take My Breath", que foi lançado em 6 de agosto de 2021. O nome da canção foi então revelado em 5 de janeiro de 2022, quando Tesfaye postou a lista de faixas do álbum. Outro trecho da faixa foi divulgado em 6 de janeiro de 2022 através de um teaser publicado nas redes sociais pelo artista. "Sacrifice" foi lançada simultaneamente com o álbum em 7 de janeiro de 2022 como o segundo single. Foi a música-tema do evento de luta livre WrestleMania 38 da WWE.

## Videoclipe
O videoclipe de "Sacrifice", dirigido por Cliqua, foi lançado em 7 de janeiro de 2022.

## Histórico de lançamento
| País           | Data                  | Formato           | Gravadora   | Ref.  |
| -------------- | --------------------- | ----------------- | ----------- | ----- |
| Estados Unidos | 11 de janeiro de 2021 | Rádios mainstream | XO Republic | [ 8 ] |